# Manca Juvan
Manca Juvan (Hessabi, * 20. června 1981, Trbovlje) je slovinská reportážní fotografka.

## Životopis
Manca Juvan pracovala jako nezávislá reportážní fotografka v Afghánistánu, Venezuele, Íránu, Thajsku a v dalších zemích. V letech 2005 a 2006 získala za svoji práci ocenění od Slovinské novinářské asociace, třikrát za sebou – od roku 2006 do roku 2008 – zvítězila v soutěži Fotografie roku a v roce 2008 byla nominována na spolupráci s World Press Photo. V roce 2011 získala stipendium od nadace New York Foundation. Její výstava Afghánistán: Neobvyklé životy byla také instalována v roce 2010 v Muzeu moderního umění v Lublani. a publikována ve fotografické monografii.
Spolu s novinářkou Sašou Petejan a historičkou Uršou Strle strávila dva roky přípravou výzkumu, při kterém autorky navštívily místa italských fašistických koncentračních táborů na Rabu, Gonars, Visco, Renicci a Chiesanu a zaznamenaly rozhovory se vzácnými přeživšími ve Slovinsku a jejich příbuznými. Výsledky projektu byly prezentovány v Lublani v Muzeu nedávné historie na výstavě Poslední svědci a na internetu, poté v Koperu, Stari trg u Lož a při příležitosti mezinárodního holocaustu Den památky ve slovinském parlamentu.